# Hoşyar Kadın
Hoşyar Kadın (Zugdidi, 1796 – Isztambul, 1849) II. Mahmud oszmán szultán harmadik asszonya, Mihrimah szultána édesanyja.

## Élete
1796-ban született, ismeretlen helyen, és nagyon fiatalon került a hárembe, ahol III. Musztafa oszmán szultán lánya és II. Mahmud oszmán szultán unokatestvére, Beyhan szultána magához vette. 1811-ben, a szultána Mahmudnak ajándékozta a lányt, aki nagy figyelmet szentelt a fiatal háremhölgynek. 1812-ben megszülte ez egyetlen leányát, Mihrimah szultánát. Mahmud időközben nagyon eltávolodott tőle, így Hoşyar Kadın magányosan élt, lánya halála után száműzték, 1859-ben halt meg.

## Gyermekei
Mihrimah szultána (1812-1838)